# Tolar (Texas)
Tolar es una ciudad ubicada en el condado de Hood en el estado estadounidense de Texas. En el Censo de 2010 tenía una población de 681 habitantes y una densidad poblacional de 281,52 personas por km².

## Geografía
Tolar se encuentra ubicada en las coordenadas 32°23′22″N 97°55′9″O / 32.38944, -97.91917. Según la Oficina del Censo de los Estados Unidos, Tolar tiene una superficie total de 2.42 km², de la cual 2.42 km² corresponden a tierra firme y (0%) 0 km² es agua.

## Demografía
Según el censo de 2010, había 681 personas residiendo en Tolar. La densidad de población era de 281,52 hab./km². De los 681 habitantes, Tolar estaba compuesto por el 95.59% blancos, el 0% eran afroamericanos, el 0.29% eran amerindios, el 0.88% eran asiáticos, el 0% eran isleños del Pacífico, el 2.5% eran de otras razas y el 0.73% pertenecían a dos o más razas. Del total de la población el 6.31% eran hispanos o latinos de cualquier raza.